# Luncani, Hunedoara
Luncani este un sat în comuna Boșorod din județul Hunedoara, Transilvania, România.

## Istoric
Pe teritoriul acestei localități se găsește cetatea dacică Luncani-Piatra Roșie, inclusă pe lista patrimoniului cultural mondial UNESCO.
Pe Dealul Piatra Roșie au fost descoperite urmele unei cetăți geto-dacice construită din piatră, cu 5 turnuri și o poartă, datând din secolul I î.Hr. , menită să apere, dinspre vest, capitala Daciei - Sarmizegetusa Regia. Aici au fost găsite o sabie din fier (de origine celtică), învelișul unui scut de paradă, din fier forjat, cu reliefuri reprezentând un bour în medalion, un candelabru din bronz cu trei brațe, un bust din bronz reprezentând-o, probabil, pe zeita Bendis. 
Cetatea a fost distrusă de romani în anul 106 d.Hr.

## Numele
A fost denumită “Piatra Roșie” pentru că în timp ce zidurile altor cetăți dacice au fost făcute din calcar alb, cele de aici au fost ridicate din piatră roșie.

## Imagini

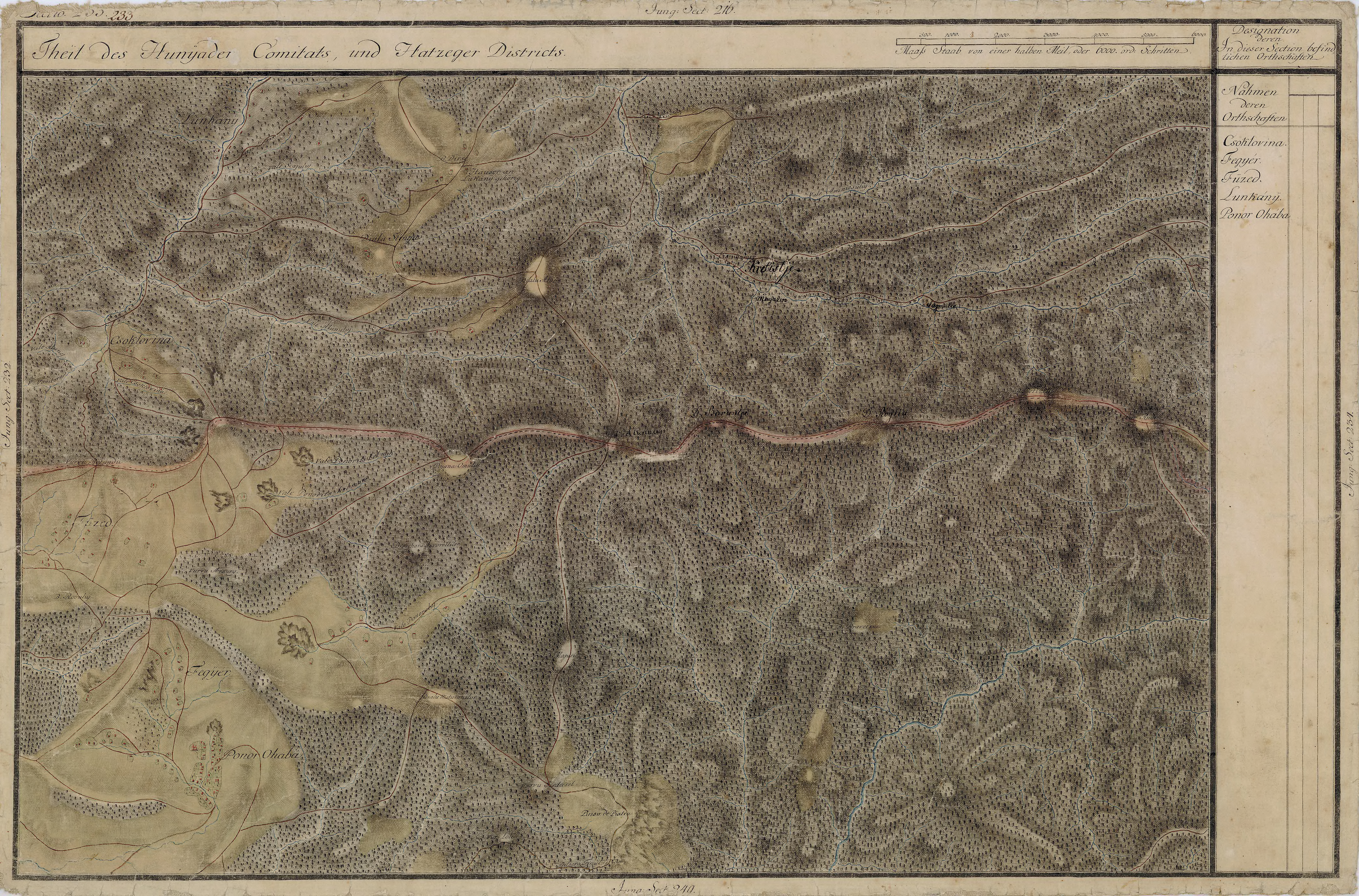
Luncani în Harta Iosefină a Transilvaniei, 1769-1773